# ولادیمیر کیهوس
ولادیمیر کیهوس (چکی: Vladimír Kýhos؛ زادهٔ ۲۳ ژوئن ۱۹۵۶) بازیکن هاکی روی یخ اهل چکسلواکی بود.